# Herrestaberget
Herrestaberget är ett naturreservat i Kramfors kommun i Västernorrlands län.
Området är naturskyddat sedan 1971 och är 9 hektar stort. Reservatet omfattar berget med detta namn och består av granskog med inslag av lövträd och tidigare betes- och ängsmark nu bevuxna med björk, gran och gråal